# Wilder Reiter GmbH
Wilder Reiter GmbH ist ein deutscher Schwarz-Weiß-Spielfilm aus dem Jahr 1967 von Franz-Josef Spieker mit Herbert Fux und Bernd Herzsprung in den Hauptrollen. 

## Handlung
Der angehende Journalist Georg absolviert ein Praktikum beim Tagblatt einer bayerischen Kleinstadt. Der enge ländliche Mief ist ihm jedoch zuwider. Er sehnt sich nach der großen weiten Welt, die er mit München verbindet. Als er dieser Stadt einen Besuch abstattet, begegnet er dem Amerikaner Kim, einem eigenartigen Menschen. Der haust in einer baufälligen Hütte im Wald, umgeben von zwielichtigen Gestalten. Kim hat nur ein Ziel: Karriere zu machen um jeden Preis. Zu diesem Zweck hat er eine Firma gegründet, die „Wilder Reiter GmbH“.
Kim engagiert Georg und macht ihn zu seinem Publicity-Manager. Hoch zu Ross unternimmt Kim Ausflüge in die bayerische Landeshauptstadt, galoppiert dort über verkehrsreiche Straßenkreuzungen, und Georg hält jede Phase im Bild fest. Er fotografiert, wie sein Arbeitgeber zu einer Nackttänzerin ins Schaumbad steigt, wie er heldenhaft einer Nonne das Leben rettet, die er zuvor selbst ins Moor getrieben hat. Auf diese Weise erreicht er, was er will: Er erregt Aufsehen, und seine Schallplatten verkaufen sich wie warme Semmeln.
Als sich Kim immer mehr in seinen Mitteln vergreift und das Opfer eines selbst inszenierten Überfalls wird, platzt Georg der Kragen. Nur mit viel Mühe gelingt es ihm schließlich, sich von der wilden Gesellschaft zu befreien.

## Kritiken
„Unkonventioneller Erstlingsfilm, der sich durch Originalität, Ironie und Aggressivität auszeichnet und in der Wahl seiner Mittel nicht zimperlich ist. Trotz Längen und dramaturgischen Schwächen kritischen Erwachsenen zu empfehlen.“

„Aggressive Satire auf Reklamerummel, Öffentlichkeitsmanipulation und Ideenvermarktung. Franz-Josef Spiekers wüster und respektloser Inszenierungsstil richtet sich zugleich gegen «Opas Kino» und versucht, die Thesen des Oberhausener Manifests in die Tat umzusetzen – leider nur mit Teilerfolgen. Eines der ersten Werke des «Jungen Deutschen Films».“

## Auszeichnungen
Der Film erhielt 1967 das Filmband in Gold für die beste Filmmusik.

## Quelle
- Programm zum Film: Illustrierte Film-Bühne, Vereinigte Verlagsgesellschaften Franke & Co. KG, München, Nr. 7493